# Miktoniscus oklahomensis
Miktoniscus oklahomensis är en kräftdjursart som beskrevs av Albert Vandel1965. Miktoniscus oklahomensis ingår i släktet Miktoniscus och familjen Trichoniscidae. Inga underarter finns listade i Catalogue of Life.